# Leroy & Stitch
Leroy & Stitch, auch Lilo & Stitch 3: Leroy und Stitch ist eine Direct-to-DVD-Produktion und die zweite Fortsetzung des Filmes Lilo & Stitch der Walt Disney Company. Der Film erschien im Jahr 2006. Regie führten Bob Gannaway und Tony Craig. Der Film wurde 2007 für einen Golden Reel Award der Motion Picture Sound Editors in der Kategorie Best Sound Editing in a Direct to Video Project nominiert.

## Inhalt
Nachdem Lilo und Stitch alle 625 Experimente, die von Jamba erschaffen wurden, zum Guten bekehrt haben, werden sie zusammen mit Jamba und Pliiklii für ihre Arbeit geehrt: Jamba erhält den Schlüssel zu seinem Geheimlabor zurück und darf legal an seinen Experimenten weiterforschen, Pliiklii den Vorsitz der Fakultät für Erdkunde der Intergalaktischen Volkshochschule, Stitch die vakante Stelle des Kapitäns der galaktischen Armada sowie das Kommando über das Raumschiff GRS-9000, und Lilo kehrt als Botschafterin des hohen Rates zur Erde zurück um sich um die Experimente zu kümmern. Sie sind jedoch von ihren Ehrungen nur mäßig begeistert, weil sie dadurch in Zukunft alle voneinander getrennt sein würden, und kehren erst Mal zur Erde zurück. Lilo ertappt die anderen jedoch dabei, dass sie ihre Ehrungen gerne annehmen würden, und lässt sie schweren Herzens gehen. Zum Abschied schenkt sie Jamba ihre Lieblingsplatte von Elvis, Pliiklii einen Stein, und Stitch eine Tiki-Halskette. Stitch verspricht sie immer zu tragen.
Derweil bricht Kapitän Gantu mit einem Shuttle zum Gefängnisasteroid K-37 auf, um Dr. Hans van Hamsterdam zu befreien und dadurch seine Zukunft zu sichern. 625 lässt er enttäuscht in seinem defekten Raumschiff zurück. Nach einigen Komplikationen gelingt es ihm van Hamsterdam zu befreien.
Stitch erhält auch sofort als erste Mission van Hamsterdam und Gantu aufzuspüren und zu verhaften. Ihm fehlt jedoch Lilo sehr. Auch Jamba, der bereits die Arbeit an einem neuen Experiment begonnen hat, vermisst seine Freunde, vor allem Pliiklii. Dieser wiederum ist enttäuscht, als er erfährt, dass er an der Volkshochschule Mitglied des Aufsichtsrates ist, und als solches gar nicht unterrichten wird, worauf er sich so gefreut hatte. Jamba wird derweil von van Hamsterdam und Gantu überfallen. Die beiden zwingen ihn aus dem neuen Experiment einen diabolischen Zwillingsbruder von Stitch mit zerstörerischen Kräften und rotem Fell zu machen. Das neue Experiment 629 wird von van Hamsterdam "Leroy" getauft.
Als Stitch in Jambas Labor auftaucht, greift Leroy ihn an; Stitch unterliegt. Er, Jamba und Pliiklii, der gekommen war, um sich mit Jamba auszusprechen, werden gefangen genommen. Pliiklii hatte zuvor Jamba angerufen, Jamba wurde jedoch von seinen Geiselnehmern gezwungen ihn harsch abzuwimmeln. Nachdem van Hamsterdam mehrere Klone von Leroy geschaffen hat, sperrt er die drei gefesselt in Pliikliis Mini-Van und programmiert den Autopiloten auf ein Wurmloch, welches sie zu einem Vulkanplaneten bringen wird. Anschließend kapern Leroy, van Hamsterdam und Gantu die GRS-9000 und setzen Kurs auf Planet Turo.
Lilo versucht derweil auf der Erde Kontakt mit Stitch aufzunehmen. Nachdem Cobra Bobo ihr nicht helfen konnte, sucht sie Gantus Schiff auf. 625, der bei dieser Gelegenheit den Namen "Roastbeef" erhält, hilft ihr das Videophon zu reparieren. Als Lilos Anruf auf der GRS-9000 ankommt nimmt Leroy Stitchs Aussehen an. Lilo erkennt jedoch an der fehlenden Tiki-Halskette, dass sie nicht Stitch vor sich hat, worauf Leroy sein Videophon zerstört. Van Hamsterdam kommt daraufhin die Idee, die anderen Experimente von Jamba einfangen zu lassen, damit sie seinen Eroberungsplänen nicht mehr im Weg stehen. Gantu meldet sich freiwillig für die Mission, van Hamsterdam hält ihn jedoch für einen Taugenichts und überträgt Leroy den Auftrag. Auf der Erde überredet Lilo derweil Roastbeef, ihr zu helfen das Schiff zu reparieren. Es gelingt ihnen, und sie fliegen nach Planet Turo, um den hohen Rat zu informieren, dass Stitch in Schwierigkeiten ist und sie vor dem falschen Stitch zu warnen.
Inzwischen haben Stitch, Jamba und Pliiklii das Wurmloch erreicht. Nachdem Stitch sie von ihren Fesseln befreien konnte, hat Jamba im letzten Moment die Idee, ein kleines Projektil in das Wurmloch zu werfen, um so das Ziel ihrer Reise zu ändern. Zum Glück hat Pliiklii ein geeignetes Projektil dabei – den Stein, den Lilo ihm geschenkt hat.
Leroy ist derweil auf der Erde angekommen. Durch Lilos Logbuch über die Experimente und die Orte, wo sie hingehören schafft er es sämtliche Experimente aufzuspüren und gefangen zu nehmen. Als Lilo und Roastbeef auf Turo ankommen müssen sie mit Entsetzen feststellen, dass der hohe Rat inzwischen von van Hamsterdam und seiner Klonarmee gestürzt wurde. Sie erfahren von ihm auch, dass er ihre Freunde zum Wurmloch geschickt hat, und Leroy berichtet über Videophon, dass alle Experimente eingefangen wurden. van Hamsterdam macht sich nun auf den Weg zur Erde, um die Experimente zu vernichten. Zuvor entlässt er Gantu, den er nun nicht mehr braucht. Gedemütigt widersetzt sich Gantu van Hamsterdams letztem Befehl, Lilo und Roastbeef zu inhaftieren, und schließt sich ihnen an. Nach einem Kampf mit einer Klon-Patrouille taucht aus dem nichts plötzlich der Mini-Van mit Pliiklii, Jamba und Stitch auf. Sie nehmen die drei an Bord und fliehen Richtung Erde.
Dort hat Leroy die Experimente in ein Stadion gesperrt, wo van Hamsterdam sie mit einer Laserkanone töten will. Im letzten Moment tauchen jedoch Lilo und ihre Freunde auf und zerstören die Kanone. Zusammen mit den Experimenten nehmen sie den Kampf gegen Leroy und seine Klone auf. Obwohl sie viele Klone kampfunfähig machen können, drohen sie zu verlieren. Jamba fällt jedoch rechtzeitig ein, dass er bei Leroys Erschaffung mithilfe von Lilos Schallplatte eine Schwachstelle einprogrammiert hat: Wenn Leroy das Lied "Aloha'oe" hört, wird er außer Gefecht gesetzt. Als Lilo, Stitch und Roastbeef auf der Bühne des Stadions dieses Lied anstimmen, werden Leroy und seine Klone zunächst gelähmt (sie bleiben still stehen, werden von Blitzen durchzuckt und ihre Augen leuchten grün), ehe sie in Ohnmacht fallen. Van Hamsterdam ist besiegt.
Nachdem der hohe Rat wieder eingesetzt wurde, geben Jamba, Pliiklii und Stitch ihre Ehrungen zurück; sie gehören auf die Erde, zu Lilo. Gantu wird begnadigt und erhält das Kommando über die galaktische Armada zurück. Roastbeef, mit dem er sich versöhnt hat, überträgt er die Schiffsküche. Leroy, seine Klone sowie van Hamsterdam landen im Gefängnis. Der Film endet damit, dass Lilo mit ihrer gesamt Ohana, zu der auch alle Experimente gehören, ein Gruppenfoto aufnimmt.

## Veröffentlichung
Der Film wurde in den USA im Juni 2006 im Fernsehen erstmals veröffentlicht und kurz darauf auf DVD herausgebracht. 2007 folgten Veröffentlichungen in Großbritannien und Australien, ebenso im Fernsehen durch den Disney Channel. Der Film wurde unter anderem ins Französische, Spanische und Italienische übersetzt.
Auf Deutsch erschien die Produktion im April 2007 auf DVD.

## Synchronisation
| Rolle                      | Englische Sprecher       | Deutsche Sprecher                       |
| -------------------------- | ------------------------ | --------------------------------------- |
| Lilo                       | Daveigh Chase            | Jamie Lee Blank                         |
| Stitch/Leroy               | Chris Sanders            | James Gardiner                          |
| Jamba                      | David Ogden Stiers       | Roland Hemmo                            |
| Pliiklii                   | Kevin McDonald           | Oliver Rohrbeck                         |
| Nani                       | Tia Carrere              | Anna Carlsson                           |
| Gantu                      | Kevin Michael Richardson | Engelbert von Nordhausen                |
| Dr. van Hamsterdam         | Jeff Bennett             | Stefan Gossler                          |
| Roastbeef                  | Rob Paulsen              | Olaf Reichmann Ralf Vornberger (Gesang) |
| Präsidentin des Hohen Rats | Zoe Caldwell             | Gisela Fritsch                          |
| Cobra Bobo                 | Ving Rhames              | Tilo Schmitz                            |